# Orientispa shirozui
Orientispa shirozui is een insect uit de familie van de Mantispidae, die tot de orde netvleugeligen (Neuroptera) behoort. 
Orientispa shirozui is voor het eerst wetenschappelijk beschreven door Nakahara in 1961.